# Chondrohierax
Chondrohierax är ett fågelsläkte i familjen hökar inom ordningen rovfåglar. Släktet omfattar endast två arter som förekommer från södra Texas i USA söderut till norra Argentina:
- Kroknäbbsglada (C. uncinatus)
- Kubaglada (C. wilsoni)